# Thomas Matthias Götze
Thomas Matthias Götze (getauft 24. Februar 1623 in Leipzig; † 6. April 1672 in Frankfurt am Main) war Verleger und Buchhändler in Frankfurt am Main und damals der bedeutendste im Deutschen Reich.

## Familie
Thomas Matthias Götze war Sohn des Buchhändlers Matthias Götze (1585–1662) und von dessen Frau, Catharina Schürer (1601–1631), Tochter des Buchhändlers Thomas Schürer.
Thomas Matthias Götze heiratete 1644 Margarete Merian (1623–1660), Tochter des Kupferstechers und Verlegers Matthäus Merian (d. Ä.; 1593–1650) und dessen Frau Magdalena, geborene de Bry († 1645). Thomas Matthias Götze hatte mit seiner ersten Frau vier Töchter, darunter Catharina Margarethe, die 1666 Johann Friedrich Fritzsche († 1680) heiratete, der ebenfalls Verleger und Buchhändler war. Nach dem Tod seiner ersten Frau heiratete Thomas Matthias Götze 1664 erneut: Maria Catharina Seiffert, Tochter des Kaufmanns Michael Seiffert. Aus dieser Ehe stammte ein Sohn, Thomas Michael (1664–1721), der ebenfalls Verleger wurde.

## Geschäftstätigkeit
Wegen der durch den Dreißigjährigen Krieg unsicheren Verhältnisse in Leipzig kam Thomas Matthias Götze sehr jung nach Frankfurt. Da Leipzig noch bis 1650 durch Schweden besetzt war, erlangte Frankfurt in dieser Zeit die führende Stellung im deutschen Buchhandel. An diesem Aufschwung partizipierte Thomas Matthias Götze überproportional.
In seinem Verlag erschienen zahlreiche theologische Werke der lutherischen Orthodoxie, die die offizielle Religion der politisch maßgeblichen Schicht in Frankfurt war. Zu den von ihm verlegten Autoren zählten darüber hinaus:
- Johann Marquard, Bürgermeister von Lübeck, mit seinem Tractatus politico-iuridicus de iure mercatorum et commersiorum singulari[6], einem grundlegenden Werk zum Handelsrecht, das die Römische Kirche auf den Index librorum prohibitorum setzte.
- Johann Rudolph Glauber mit verschiedenen Werken aus dem Bereich der Chemie.
- Johann Amos Comenius mit verschiedenen seiner deutschsprachigen Werke, zum Beispiel Des Johan Amos Komenius Spielschule oder Lebendiger Künsten-Kreis: Das ist Schawspielige Übung Der Sprachen- und Sachen-Thür: Ein anmüthiges Kunststuk darstellende, Alle dinge mit der Namengebung bekleidet, den Sinnen nach dem Leben vor zu tragen (1659).
- Andreas Corvinus: Religio Juridica, Sive Oratio super dicto Ulpiani in l. 79. § 1. d. Judic. Prout Religio suggerit (1643). Dieses Standardwerk zum Erlernen der lateinischen Sprache hatte schon sein Vater verlegt. Darüber gab es mit den Miterben des väterlichen Verlags einen Rechtsstreit, den Thomas Matthias Götze gewann.

Mit rund 83 000 Bänden bot Thomas Matthias Götze seinen Kunden in den 1660er Jahren das größte Angebot unter den deutschen Buchhändlern. In Basel, Amsterdam und Jena richtete er Vertretungen ein. Neben der eigenen Firma hielt er Geschäftsanteile an anderen Verlagen:
- Er behielt den von der Mutter ererbten Anteil an der Schürerschen Buchhandlung in Leipzig, der bis 1662 sein Vater vorstand. Später schickte er einen Mitarbeiter, Johann Friedrich Fritzsche – seit 1666 sein Schwiegersohn –, nach Leipzig. Fritzsche kaufte dort im Verlauf von 9 Jahren alle Anteile des Schürerschen Buchhandlung auf.
- Weiter hielt Thomas Matthias Götze eine Beteiligung am Verlag seiner beiden Schwäger Matthäus Merian der Jüngere und Caspar Merian.

Als Geschäftsmann war Thomas Matthias Götze sehr erfolgreich und in den 1660er Jahren der wirtschaftlich stärkste deutsche Buchhändler. Er erwarb ein Gut in Büdesheim und ein weiteres in Groß-Karben. Thomas Matthias Götze legte sich eine Bildersammlung zu, deren Werke sicherlich auch als Vorlage für Buchillustrationen dienten, und besaß eine Rüstkammer.

## Nachlass
Bei seinem Tod 1672 war der Haupterbe, Thomas Michael Götze, einziger Sohn und aus der zweiten Ehe von Thomas Matthias Götze, noch minderjährig. Bis zu dessen Volljährigkeit leiteten zwei der Schwiegersöhne von Thomas Matthias Götze, Georg Heinrich Öhrling und Servaz Pick, das Geschäft. Sie verlagerten das Hauptgeschäft wieder nach Leipzig.